# Jan Lundgren Trio Presents Miriam Aida & Fredrik Kronkvist
Jan Lundgren Trio Presents Miriam Aida & Fredrik Kronkvist är ett musikalbum från 2002.

## Låtlista
1. Ain't No Excuse (Jon Hendricks) – 4:19
2. September in the Rain (Harry Warren/Al Dubin) – 3:52
3. The Good Life (Sasha Distel/Jack Reardon) – 5:20
4. On a Clear Day (You Can See Forever) (Burton Lane/Alan Jay Lerner) – 5:05
5. Sunny (Bobby Hebb) – 5:14
6. Time on My Hands (Vincent Youmans/Harold Adamson/Mack Gordon) – 5:08
7. Feeling Good (Leslie Bricusse/Anthony Newley) – 5:32
8. Melba's Tune (Melba Liston) – 4:38
9. Right Here, Right Now (Fredrik Kronkvist/Miriam Aïda) – 4:36
10. 'Tis Autumn (Henry Nemo) – 4:26
11. Close Your Eyes (Bernice Petkere) – 5:36
12. From This Moment On (Cole Porter) – 4:11

## Medverkande
- Miriam Aïda – sång
- Fredrik Kronkvist – altsaxofon, flöjt
- Jan Lundgren – piano
- Mattias Svensson – bas
- Morten Lund – trummor